# Pouteria orkor
Pouteria orkor är en tvåhjärtbladig växtart som beskrevs av Willem Willen Vink. Pouteria orkor ingår i släktet Pouteria och familjen Sapotaceae. Inga underarter finns listade i Catalogue of Life.